# Бьяр, Наим
Наи́м Бьяр (фр. Naïm Byar; родился 23 февраля 2005) — марокканский футболист, полузащитник клуба «Болонья».

## Клубная карьера
В 6 лет Бьяр стал заниматься футболом в клубе «Тинкё». Через 3 года, в возрасте 9 лет, Наим перебрался в академию местного клуба «Реймс», с которым подписал профессиональный контракт в мае 2022 года.

## Карьера в сборной
В апреле 2022 года Бьяр был вызван в сборную Франции возрастом до 17 лет для участия в чемпионате Европы до 17 лет 2022 года. На том турнире Наим принял участие во всех матчах своей сборной, в том числе и в победном финале.

## Достижения
Сборная Франции (до 17 лет)
- Чемпион Европы до 17 лет: 2022